# Burg auf dem Süllberg
Die Burg auf dem Süllberg ist eine abgegangene Höhenburg auf dem 74,4 Meter hohen Süllberg in Hamburg-Blankenese.

## Geschichte
Da im dichteren Wald auf dem Süllberg („Sollenberge“) heidnisches Raubgesindel hauste, das die christlichen Hamburger und Holsteiner Bürger bedrängte, ließ der Erzbischof von Hamburg und Bremen Adalbert I. 1060 bis 1063 den Wald roden und aus dem Holz eine Burg erbauen, die hauptsächlich zur Sicherung der Fährverbindung über die Elbe diente. Für 1060/61 ist bereits eine prepositura in Sollenbergh erwähnt, die, wie Adam von Bremen berichtete, dem Heiligen Jakobus und den Märtyrern der Thebaischen Legion geweiht war und ein Kopfreliquiar des Heiligen Secundus erhielt. Genaueres über die Ordensgemeinschaft ist nicht bekannt. Vermutlich handelte es sich um ein auf der Burg angesiedeltes Kollegiatstift, das der geistlichen Betreuung der Christen im Stormarngau und der Missionierung der  Slawen dienen sollte. Doch anstatt ihren Aufgaben nachzukommen, forderten die Priester hohe Abgaben von den Anvertrauten. Schon vor dem Slawenaufstand 1066 wurde die Burg von den Nordalbingiern zerstört. Der Erzbischof ließ daraufhin 1070 die gesamte Bevölkerung Nordelbiens exkommunizieren.
1258 ließen die Grafen von Schauenburg und Holstein, die Brüder Johann I. und Gerhard I., eine neue Burg auf dem Süllberg ebenfalls zur Sicherung der Fährverbindung erbauen. Da die Burgherrschaft, in deren Diensten auch Otto von Barmstede stand, der auf der Stör, einem Elbezufluss, Hamburger Schiffe ausraubte, Hamburger Interessen störte, wurde die Burg nach Protest der Kaufleute bereits 1262 wieder abgerissen. Heute befinden sich auf dem ehemaligen Burgareal gastronomische Betriebe.

## Trivia
Dieser Zeitabschnitt des 11. Jahrhunderts, insbesondere der Untergang von Burg und Propstei auf dem Süllberg, wird in dem historisch-fantastischen Roman Der Goldschatz der Elbberge des Hamburger Historikers Martin Schemm literarisch ausführlich dargestellt.